# James Hutton
James Hutton (Edimburgo, 3 giugno 1726 – Edimburgo, 26 marzo 1797) è stato un geologo scozzese.
È considerato uno dei padri fondatori della geologia moderna. Le sue concezioni sull'evoluzione della crosta terrestre, rivoluzionarie per i tempi in cui furono concepite, costituiscono il punto di partenza per molti settori delle scienze della Terra.

## Biografia
Nato in Scozia, paese molto ricco di fermenti culturali nel XVIII secolo, ricevette una buona educazione all'esclusiva Royal High School di Edimburgo. Dopo aver finito gli studi di medicina, si dedicò alla chimica e alla mineralogia e soprattutto alla geologia.
Gentiluomo di campagna nel Berwickshire continuò a coltivare i suoi interessi culturali. Compì inoltre numerosi viaggi, in Europa e anche fuori d'Europa, nel corso dei quali ebbe l'opportunità di effettuare importanti osservazioni. Lasciò pertanto scritti pregevoli, fra i quali occorre ricordare innanzitutto il suo capolavoro, la Teoria della Terra (Theory of the Earth, 1785).

## Le teorie

### Il tempo in geologia
James Hutton fu fra i primi a comprendere il ruolo fondamentale degli agenti esogeni nel modellamento della superficie terrestre e intuì il ruolo determinante del fattore tempo in geologia (vedi L'uomo che scoprì il tempo). Fu infatti il primo grande studioso a intuire l'antichità della Terra: molti milioni di anni, non i 6000 anni che le attribuivano sulla base di una grottesca interpretazione letterale della Bibbia. In questo Hutton difendeva una visione razionale della scienza, priva di pregiudizi.

### L'attualismo
È stato il fondatore di quella scuola di pensiero, feconda ancor oggi, che è l'Attualismo (o Uniformismo), ripresa successivamente da Charles Lyell. Il principio dell'attualismo, pietra angolare della paleoecologia, afferma che ciò che vediamo accadere oggi (in ambito astronomico, geologico, paleontologico, ecc.) può essere usato per interpretare ciò che è accaduto in passato.

### Il Plutonismo
Schieratosi contro il Nettunismo (la teoria proposta da Abraham Gottlob Werner secondo la quale un tempo la Terra sarebbe stata tutta coperta dalle acque), James Hutton divenne il principale esponente della scuola plutonista secondo la quale, pur non disconoscendo i meccanismi della sedimentari propugnata dai Nettunisti, l'origine di molte rocce (basalti e graniti) era magmatica. Hutton fu il primo a riconoscere la natura delle rocce intrusive e a ipotizzare la loro origine da un magma primordiale.
Sempre Hutton fu il primo che ipotizzò la fuoriuscita del calore terrestre attraverso eruzioni vulcaniche periodiche che, a loro volta, determinavano un innalzamento del terreno, spianato successivamente dall'erosione. L'originalità del suo pensiero consiste, per l'appunto, nella formulazione di un modello ciclico (il ciclo di sollevamenti → erosioni e → fusioni ) dell'evoluzione della Terra, associato intimamente al concetto dell'attualismo:
1. la fuoriuscita del calore terrestre attraverso periodiche eruzioni vulcaniche avrebbero determinato un innalzamento del suolo;
2. i successivi processi erosivi avrebbero contribuito a ridurre l'altezza dei rilievi e trasportato i detriti in mare;
3. per il calore interno della Terra, i sedimenti marini si sarebbero fusi nuovamente[3] e sarebbero stati spinti nuovamente verso l'alto, iniziando in tal modo un nuovo ciclo.

### Meteorologia
Hutton si è interessato anche dei cambiamenti atmosferici. Nello stesso volume nel quale era apparso la "Theory of the Earth" è contenuta anche la "Theory of Rain" (Teoria di Pioggia). Hutton si interessò al problema se l'Umidità atmosferica, la quantità di vapore acqueo che può essere contenuta nell'atmosfera aumenti con la temperatura e se pertanto, in presenza di due masse di aria con temperature differenti, una parte del vapore acqueo possa essere condensata e manifestarsi in forma visibile. Analizzò i dati disponibili riguardo alla pioggia e al clima in regioni diverse del globo, e pervenne alla conclusione che la pioggia è regolata da un lato dall'umidità dell'aria e dall'altro dal mescolamento di correnti di aria differenti negli strati più alti dell'atmosfera.

## Galleria d'immagini

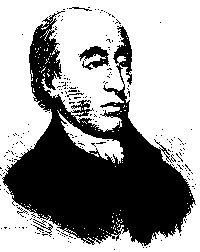
Ritratto di James Hutton
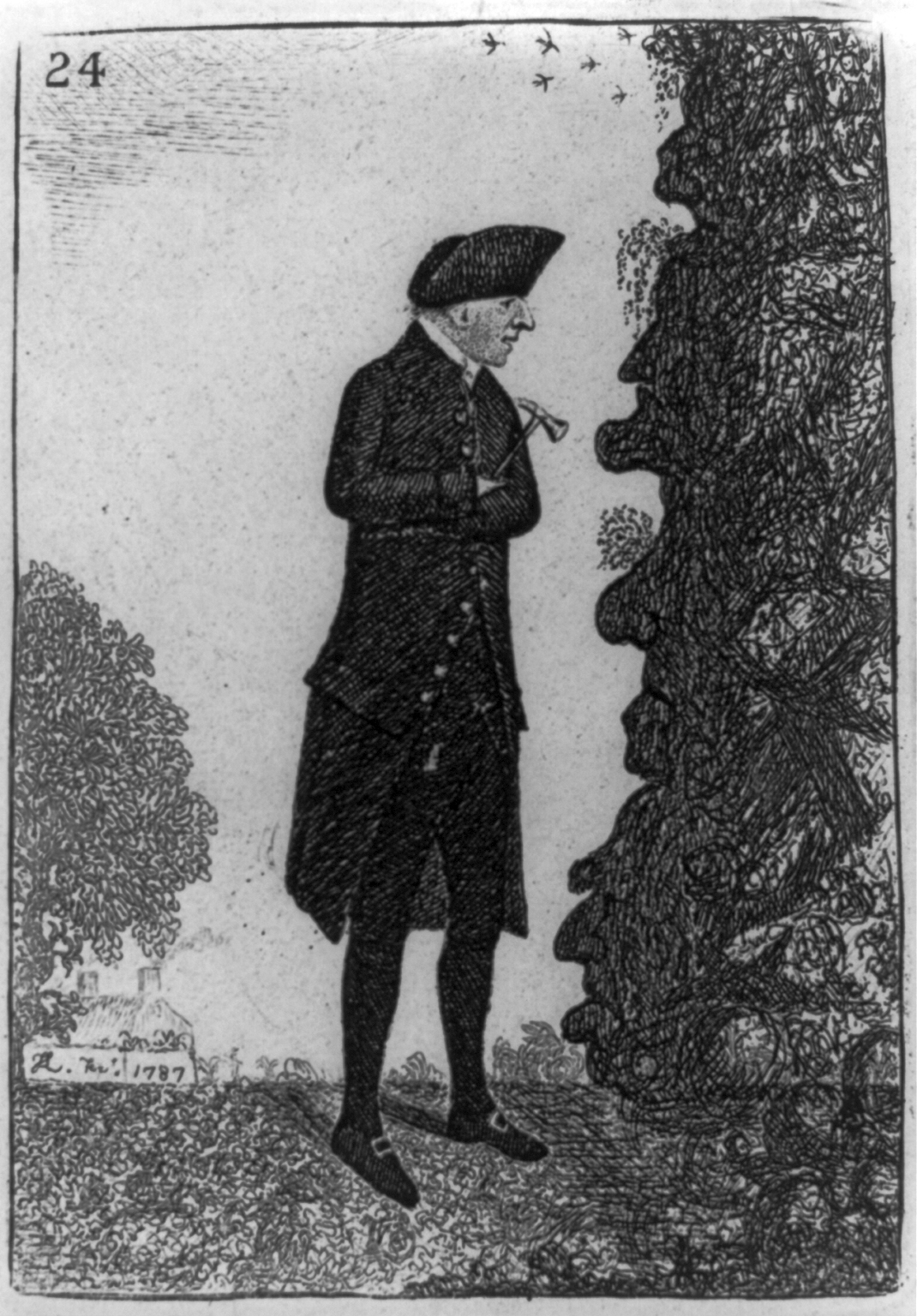
Hutton sul campo
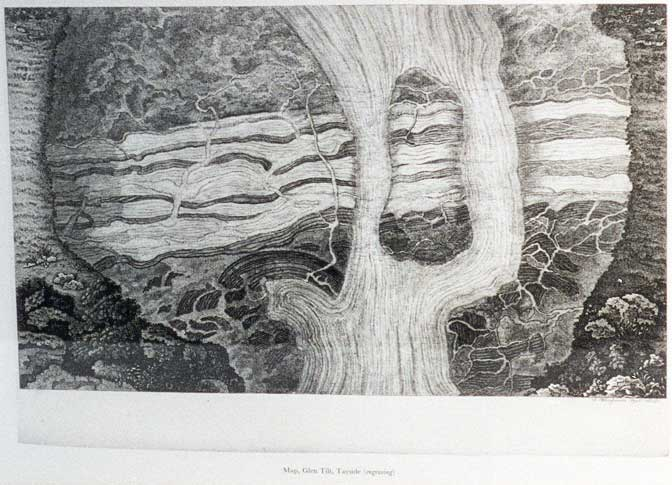
Mappa geologica
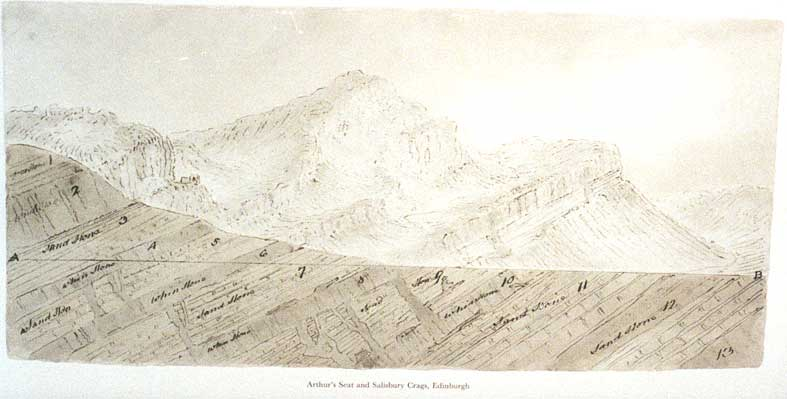
Sezione